# Бабушка (риба)
Бабушка (лат. Carassius gibelio пре 2003. године лат. Carassius auratus gibelio) је слатководна риба веома прилагодљиве природе. Припада породици шарана. Пореклом је из Азије, односно Сибира. У нашим рекама и језерима се први пут појавила почетком осамдесетих година 20. века, а донесена је из Кине.

## Опис и грађа
Бабушка изгледом подсећа на караша (Carassius carassius), достиже дужину од 10 − 35 cm. Крљушти су јој веће од крљушти караша, по правилу има 27 − 32 крљушти дуж латералне линије, док караш има 31 − 35. Сребрнкасте је боје, понекад са благим златним тоном. Бабушкин реп је рачвастији у односу на карашев.
Има дебело тело, најчешће је сребрне боје и нема брчиће попут обичног шарана.
Бабушка по својим карактеристикама припада породици шарана средње величине и углавном не прелази тежину од 3 Кг и дужину од 45 центиметара.

## Станиште, навике, исхрана и распрострањеност
Настањује углавном језера и реке са мирнијим током. Чест је становник стајаћих вода и речних рукаваца. Бабушка се креће по дну где и проналази храну. Сваштојед је, јако је прождрљива, најчешће се храни мекушцима и воденом вегетацијом. У зимском периоду се укопава у муљ на дну воде што јој омогућава да преживи веома ниске зимске температуре.
Пореклом је из Сибира, али данас је распрострањена широм Азије и Европе.

## Размножавање
Полну зрелост примерци ове врсте постижу у 3 или 4 години живота. Плодност је од 160.000 до 380.000 јаја. Бабушка се код нас размножава гиногенезом, јер нашим водама се јако тешко проналазе мужјаци ове врсте, а по неким тврдњама уопште их и нема. Гиногенеза подразумева укрштање полно зреле женке са мужјацима сродних врста из групе шарана (Cyprinidae) - обичним шараном и другом белом рибом. Сперматозоиди других врста улазе у јаје, али не долази до оплодње. Дакле Бабушке се могу размножавати и из неоплођених јаја.
За време мреста скупљају гранчице како би ухватиле рибну вегетацију при дну. Јаја се везују за биљке. Јединке које настањују језера селе се у речна ушћа да би избегле ниску концентрацију кисеоника у води током зиме.

## Други називи
Бабушка се још назива Мелез, Бастер, Сребрни караш, Пастак и Коров.